# Дина: Трећи део
Дина: Трећи део (енгл. Dune: Part Three) је предстојећи амерички епски научнофантастични филм из 2026. године, режисера Денија Вилнева, који је и написао сценарио заједно са Џоном Спејтсом на основу романа Месија Дине Френка Херберта. Наставак је филма Дина: Други део (2024) и треће је остварење у филмском серијалу Дина. Главне улоге у филму тумаче Тимоти Шаламе, Зендеја, Флоренс Пју и Џејсон Момоа.

## Улоге
| Глумац        | Улога           |
| ------------- | --------------- |
| Тимоти Шаламе | Пол Атреид      |
| Зендеја       | Чани            |
| Флоренс Пју   | принцеза Ирулан |
| Џејсон Момоа  | Данкан Ајдахо   |